# Максимов, Константин Мефодьевич
Константин Мефодьевич Макси́мов (1913—1994) — советский живописец, педагог. Народный художник РСФСР (1980). Лауреат двух Сталинских премий (1950, 1952).

## Биография
Родился 14 (27 августа) 1913 года в деревне Шатрово (ныне Фурмановский район Ивановской области).
Художественное образование получил в Иваново-Вознесенском изотехникуме (1930—1935). С 1937 по 1942 год учился в МГАХИ имени В. И. Сурикова в мастерской Г. Г. Ряжского.
С 1943 года член СХ РСФСР. Профессор.
Участник художественных выставок с 1929 года. Персональные выставки художника прошли в Амстердаме и Шанхае в 2001 и 2002 году.
Картины художника находятся в крупнейших художественных музеях России: ГТГ, ГРМ, а также в частных коллекциях за рубежом: Германии, Голландии, Китае, Испании, Италии, Франции, Японии.

## Галерея
- Виртуальный музей К. М. Максимова

## Творчество
Творчество К. М. Максимова посвящено труду и быту народа, его героической истории, русской природе. В разных жанрах живописи художник воплотил свои наблюдения и раздумья о духовном мире современника. Им выполнены глубоко психологичные портреты, большие тематические композиции. В них запечатлены знатные люди страны, выдающиеся ученые, воины, колхозники, строители КамАЗа. Натюрморты и пейзажи Максимова вобрали в себя весеннее солнце и задумчивую тишину осени. Мир, отображенный мастером, предстает перед нами не в простом перечислении фактов и ситуаций, а в своей образной характерности, которая вызывает у зрителя сложное и тонкое эстетическое переживание.
Немало работ Максимова написано в технике акварели. Многие из них предшествуют его картинам. Акварели мастера располагают к себе органичностью смелых переходов в выражении самых разных настроений и чувств, от глубокого внутреннего драматизма до светлой радости бытия. Тонкое прозрачное письмо сочетается в работах Максимова с сочным наполнением форм, а широкие заливки с энергичными мазками. Его сложная по фактуре акварельная живопись отмечена плотностью и многослойностью красочной поверхности, которая благодаря чистоте тона и точности цветовых сопоставлений выглядит светлой, живой, выполненной как бы на едином дыхании.
В течение своей жизни Максимов совершил немало поездок в зарубежные страны, побывал во Франции, Испании, Германии, Югославии, Китае, Италии. И в каждом из этих путешествий, работая с натуры, художник раскрывал сущность наблюдаемой природы, человеческой жизни. В зарубежных сериях мастера запоминается отобранность запечатлеваемых деталей и чувство живого общения с натурой. Им созданы произведения живописи и графики, знакомящие нас с жизнью народов, с архитектурой и природой зарубежных стран. С 1954 по 1957 год К.М. Максимов преподавал в Китае искусство масляной живописи. Вел мастер-класс в Пекине. Внес значительный вклад в развитие изобразительного искусства в Китае. В настоящее время является одним из самых известных и почитаемых русских художников в Китае.

## Награды и премии
- народный художник РСФСР
- Сталинская премия второй степени (1950) — за картину «Передовые люди Москвы в Кремле» и серию картин «Знатные люди Москвы» (с соавторами)
- Сталинская премия третьей степени (1952) — за картину «Заседание Президиума Академии наук СССР» и портреты советских учёных (с соавторами)